# Jacqui Cook
Jacqui Cook (Thunder Bay, 13 de febrero de 1976) es una deportista canadiense que compitió en remo.
Ganó tres medallas en el Campeonato Mundial de Remo entre los años 2001 y 2003. Participó en los Juegos Olímpicos de Atenas 2004, ocupando el séptimo lugar en la prueba de ocho con timonel.

## Palmarés internacional
| Campeonato Mundial | Campeonato Mundial | Campeonato Mundial | Campeonato Mundial |
| Año                | Lugar              | Medalla            | Prueba             |
| ------------------ | ------------------ | ------------------ | ------------------ |
| 2001               | Lucerna (Suiza)    | Medalla de bronce  | Dos sin timonel    |
| 2002               | Sevilla (España)   | Medalla de plata   | Dos sin timonel    |
| 2003               | Milán (Italia)     | Medalla de bronce  | Ocho con timonel   |